# Oxyethira pirisinui
Oxyethira pirisinui is een schietmot uit de familie Hydroptilidae. De soort komt voor in het Palearctisch gebied.